# Ашуг

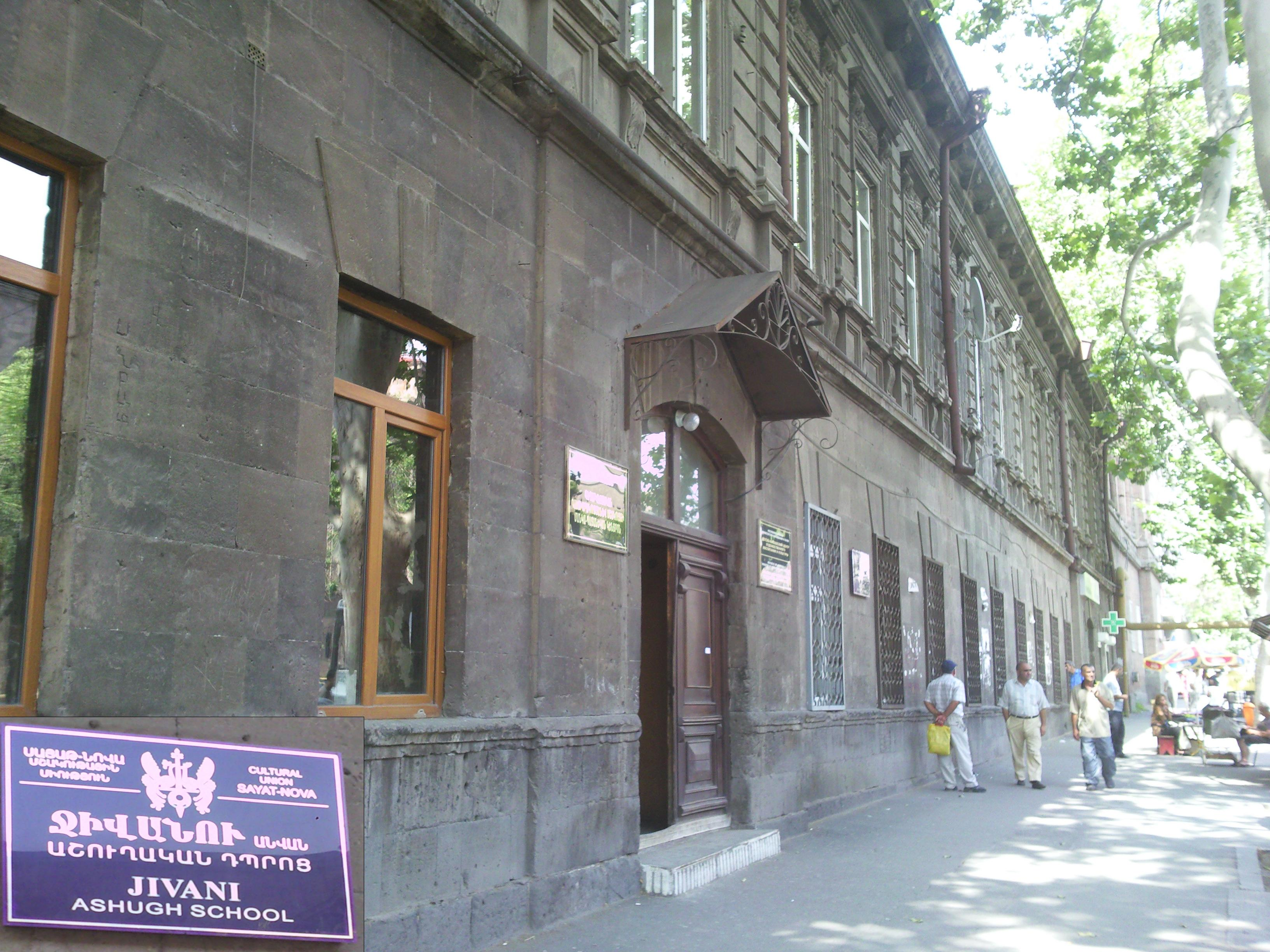
вірменська Школа ашугів ім. Дживані в Єревані.

Ашу́г (ашик; азерб. Aşıq, вірм. Աշուղ) — народний співак-поет, оповідач в азербайджанців, кримських татар, вірменів, грузинів. На четвертій сесії Комітету по захисту нематеріальної спадщини ЮНЕСКО в Абу-Дабі (ОАЕ) (осінь 2009 р.) було прийнято рішення про внесення азербайджанського ашузького мистецтва до Репрезентативного списоку нематеріальної культурної спадщини ЮНЕСКО.

## Історія
Слово арабського походження; початкове значення — «той, що пристрасно кохає, палає любов'ю до божества». Термін «ашуг» перейшов до тюркської мови, а потім до вірменської і грузинської із значенням «співак-поет». Як термін слово «Ашуг» почло використовуватись приблизно у XIV столітті. У Азербайджані ашуги відомі з XV ст. (ашуг Гурбані), але мистецтво ашугів має древнішу історію (наприклад, озани (азерб.) або «гусани» (вірм.) були відомі вже у X—XI ст.). Основні жанри азербайджанської поезії - гошма, дастан, устаднаме, а також їх поетичні форми - герайли, дивані, гошма, теджніс.
Головним чином, ашузька поезія стала широко розвиватися у XVI-XVII сторіччях. Виконання своїх (або чужих) творів ашуги зазвичай супроводжували грою на сазі (вид мандоліни) або каманчі (кяманчі) (род скрипки). Окрім творів власного авторства виконували також епічні оповіді дастани та народні пісні. Ашуги мали просвітницьку функцію (хоча нерідко самі були неосвіченими), не тільки звеселяли слухачів, але й розвивали смак до поезії, знайомили людей з легендарним минулим народу, прищепляли основи життєвої моралі та мудрості, оспівували людські почуття. Завдяки їх мистецтву, фольклорні твори, переходячи від одного виконавця до іншого, дійшли до наших днів, зберігаючи свою початкову красу. Ашуги завжди користувались великою шаною та любов’ю народу. Ашугів у Азербайджані здавна називали «Ел анаси» («Мати народу»), оскільки вони завжди виражали сподівання народу, захищали свободу любові, співали про відданість батьківщині. 
В давнину ашуги самостійно або з компаньйонами подорожували по країні, зупинялися в містах і селах і давали вистави в людних місцях, виступали на весіллях та святах. Вони виконували власні любовно-ліричні пісні або пісні, створені іншим ашугом. Обов'язковим у програмі було декламування епічних сказань, героїчних або любовно-романтичних дастанів. Сольний виступ ашуга чергувався з виконанням музикантами танцювальної музики. Багато ашугів володіли прекрасними вокальними даними та артистичними здібностями. Імена видатних ашугів, слухати яких збиралась велика кількість прихильників їх таланту, були відомі всій країні.
Найвагомішою подією у творчості ашуга-поета було публічне змагання з іншим ашугом (азерб. — «дейишме»). Такі турніри відбувались на народних святах, в чайханах, своєрідних клубах тих часів, на відкритих міських площах перед натовпом зачарованих слухачів. Ашуги демонстрували високе мистецтво імпровізації, бо вірші та пісні складалися експромтом. Один з ашугів починав змагання виконанням одного куплету-строфи на визначену тему, а наступний куплет повинен був співати суперник. При цьому він мав не тільки розвивати тему, а й заданий розмір вірша, відповідне римування, що об’єднувало строфи у один вірш. Для ускладнення поєдинку, ашуги у віршованій формі загадували один одному загадки. У таких змаганнях високо цінувалось вміння не тільки віртуозно вплести в поетичні образи загадку, але й здатність ашуга легко та швидко її відгадати та влучно відповісти на неї. Той, хто збився з темпу, порушив розмір вірша або не зміг відповісти на загадку програвав змагання, і, за правилом, повинен був віддати свій музичний інструмент переможцю.

## Особливості і характеристики мистецтва
Мистецтво ашугів передавалося від учителя до учня; ні музика, ні слова не записувались для процесу навчання (учень мав сприймати все на слух). Учень, переймаючи майстерність, розучував старі пісні, копіював техніку свого наставника. Водночас майстер вчив учня складати і свої пісні. 
На відміну від класичної поезії, яка користувалась арабською системою віршування (арудом), заснованій на чергуванні довгих та коротких складів, народна література складалась національним віршотворним розміром (хеджа), для якого характерна рівна кількість складів в кожній строфі. Хеджа ліг в основу ашузької поезії. Ашузьке мистецтво, яке тісно пов'язане з усною народною поезією, чітко відрізняється від неї завдяки давньому звичаю, розповсюдженому і у письмовій літературі, згідно з яким ашуг-поет згадує своє ім'я в одному із рядків останньої строфи вірша. Такий прийом в ашузькій поезії називається заповіт (азерб. — «тапширма»). 
Для ашузького співу характерна сила, урочистість та серйозність. В музиці не може бути легковажності та притворства. Заборонені складні ритми, надмірні музичні орнаменти та вокальні ефекти. Але назвати примітивною цю музику не можна. Мелодії ашугів ясні та прості, музика — жива та енергійна. Використовується багато різнобарвних ритмічних мотивів, у тому числі й вільний, нерегулярний ритм. Наприклад, так званий „пливучий ефект” ашузького співу виникав, коли ашуг співав в одному ритмі, а акомпанімент на сазі виконував у іншому.

## Традиції і звичаї
- Основні традиції ашугів Туреччини:

1. Користуватися псевдонімом.
2. Стати ашугом після побаченого сну, який його надихнув.
3. Дотримуватись субординації між майстрами та учнями.
4. Проводити змагання з іншими майстрами-ашугами.
5. Не використовувати у своїх віршах слова з буквами Б, П, М, В і Ф, щоб губи при вимові даних букв не доторкались одна до одної.

(Донині у Туреччині застосовують стару техніку виконання пісень з шпилькою між губами. Співак тримає її вертикально між нижньою та верхньою губами так, що їх не можна зімкнути і не можна ширше розкрити рота. Таким чином, деякі звуки стають невимовними — скажімо, в, м, п, б…Відповідно, зменшується кількість слів, які може використовувати співак-поет. Тому тільки майстри високого рівня можуть імпровізувати в такій манері).
1. Не вимовляти ім'я людини, якій присвячені вірші.
2. Читати свої вірші у вигляді прямої мови.
3. Нагадувати дати при читанні віршів.
4. Писати вірші подібні до стилю іншого поета, дотримуючись його методів.
5. Грати на сазі.

## Відомі ашуги
Імена найвідоміших ашугів: 
- вірменські — Саят-Нова, Дживані, Шерам (Грегор Тальян), Нагаш Овнатан, Міскін Бурджи, Чтиганос, Лункіанос, Азбар-Адам
- азербайджанські — Гурбані (XVI ст.), Сари Ашуг (XVIII ст.), Хасте Касим, Ашуг Абдулла, Ашуг Али,Туфарганли Аббас (XVII ст.), Дільґам Валех (XVIII ст.), Гурбаналі, Алескер (1826–1926), Гусейн з Бозалгана (1875–1949), Шикесте Ширін (XVIII ст.), Шамшир, Наджаф-Кулі, Асад, Мікаїл Азафли (1924 — 1978), Ашуг Панах (1926-1978)
- турецькі — Ібрагім Дертли (1772—1845), Мехмед Сейрані (1807—1866), Фейзулла Чьонар (Чінар), Ашик Вейсел, Мурат Чобаноглу (нар. у 1940 р.).

Серед професійних ашугів-поетів відомі й жінки: Ашиг Пері (XIX ст.), Ашиг Амаїл (XIX ст.), Ашиг Бесті (пом. у 1936 р.), Дільдаш (нар. у 1912 р.) та інші. Особливо прославилась Ашиг Бесті, яка подорожувала по Азербайджану, змагалась з багатьма ашугами, мала учнів та наступників. Були відомі ашуги і у кримських татар, наприклад, Ашик Умер з Євпаторії, який жив у XVII сторіччі. Він подорожував по Криму, виконуючи власні поеми та вірші, акомпануючи собі на сазі. У 2004 році кримськотатарська громадськість у Євпаторії встановила Ашику Умеру пам'ятник.
Традиції ашугів живі й понині. Ашуги виступають на концертах, створюють пісні і дастани на теми сучасного життя. Відомі сучасні азербайджанські ашуги А. Микайилов, Б. Кадиров, А. Рустамов, Ш. Гаджиєв, П. Салахли, П. Панахов та інші продовжують розвивати традиції ашузької поезії. 
У 2006 році був проведений III Міжнародний конкурс-фестиваль народних співаків-ашугів імені Ашика Вейселя у Туреччині.
В Азербайджані планується створення Музею ашугів силами Союзу ашугів Азербайджану (інформація станом на серпень 2006).